# غوردون براي
غوردون براي (بالإنجليزية: Gordon Bray)‏ هو لاعب اتحاد الرغبي أسترالي، ولد في 23 يونيو 1949.